# 赵可
赵可（?—?），字献之，号玉峰散人。泽州高平（今山西高平）人。
少时为完颜亮赏识。贞元二年（1154）进士。官至翰林直学士。一时诏诰多出其手。撰有《大金得胜陀颂碑》碑文，今吉林扶余石碑崴子屯仍存。著有《玉峰散人集》，已佚。

## 延伸阅读
[在维基数据编辑]
 《金史·卷125》，出自脱脱《遼史》